# Kibara neriifolia
Kibara neriifolia är en tvåhjärtbladig växtart som beskrevs av Janet Russell Perkins. Kibara neriifolia ingår i släktet Kibara och familjen Monimiaceae. Inga underarter finns listade i Catalogue of Life.